# Hieracium grandifoliatum
Hieracium grandifoliatum là một loài thực vật có hoa trong họ Cúc. Loài này được Dahlst. mô tả khoa học đầu tiên.